# Dirty Sexy Money (David Guetta)
Dirty $exy Money is een nummer van David Guetta en Afrojack, waarop de artiesten Charli XCX en French Montana te horen zijn. De Amerikaanse dj-producer Skrillex heeft ook een bijdrage geleverd aan de productie. Deze derde single van Guetta's toekomstige 7e studioalbum is uitgebracht op 3 november 2017.

## Muzikale optredens
Ter promotie van de nieuwe single werd er op 4 november een live-optreden uitgevoerd bij de Franse NRJ Music Awards. Naast Dirty $exy Money, werd ook het nummer 2U gespeeld. De artiesten die hierbij betrokken waren, zijn dj-producer David Guetta en zanger Zak Abel.
Verder traden David Guetta, Charli XCX en French Montana op tijdens de MTV EMA's op 12 november. Tijdens de prijsuitreiking won Guetta de 'Best Electronic Award'.